# Obsesja Sherlocka Holmesa
Obsesja Sherlocka Holmesa – amerykańsko-brytyjska komedia kryminalna z 1976 roku na podstawie powieści Nicholasa Meyera. Film w Polsce znany także jako Siedmioprocentowy roztwór.

## Opis fabuły
Dr Watson poważnie niepokoi się o stan zdrowia Holmesa, ponieważ jego uzależnienie od kokainy wymyka się spod kontroli. Namawia swego przyjaciela, by wyjechał do Wiednia, gdzie zajmie się nim dr Zygmunt Freud - słynny psychoanalityk. Na miejscu Holmes podejmuje się wyjaśnienia sprawy porwania Loli Deveraux - byłej kokainistki.

## Obsada
- Nicol Williamson – Sherlock Holmes
- Robert Duvall – Dr John H. Watson/Narrator
- Alan Arkin – Dr Zygmunt Freud
- Vanessa Redgrave – Lola Deveraux
- Laurence Olivier – Profesor James Moriarty
- Joel Grey – Lowenstein
- Samantha Eggar – Mary Morstan Watson
- Jeremy Kemp – Baron von Leinsdorf

i inni

## Nagrody i nominacje
Oscary za rok 1976
- Najlepszy scenariusz adaptowany - Nicholas Meyer (nominacja)
- Najlepsze kostiumy - Alan Barrett (nominacja)

Nagrody Saturn 1976
- Najlepszy film fantasy (nominacja)